# Сыма Ю
Сыма Ю (кит. 司馬攸, 248—283), взрослое имя Тайю (大猷) — второй сын регента Цао Вэй Сыма Чжао (эпоха Троецарствия в Китае), младший брат императора Цзинь Сыма Янь (У-ди 晉武帝, правл. 236—290). Сыма Ю стал наследником своего дяди, Сыма Ши, у которого не было сыновей. Известно, что Сыма Ю имел мягкий характер. Он ожидал, что его назначат императором, но в итоге его кандидатура была отвергнута из-за молодого возраста. Выбранный наследник Сыма Янь был старшим сыном Сыма Чжао. После смерти Сымя Яня на престол взошёл недееспособный Сыма Чжун; надежды Сыма Ю, составлявший ему конкуренцию, были вторично разрушены, став возможной причиной ранней смерти.
Сын Сыма Ю, Сыма Цзюн, принял участие в Войне восьми князей.